# Moretta fanese
La moretta fanese, moretta di Fano o moretta è un caffè corretto originario della città di Fano, diffuso anche nelle zone e città limitrofe della Provincia di Pesaro e Urbino. È forte e dolce, e solitamente si beve come digestivo dopo i pasti o come un energetico pomeridiano.

## Preparazione
La correzione è una miscela alcolica a base di liquore all'anice, rum e brandy, variabile a seconda delle ricette personali, ma approssimativamente in parti uguali. Una variante utilizza il cognac al posto del brandy. Utilizzando l'erogatore di vapore della macchina del caffè, si scaldano direttamente nel tradizionale bicchierino di vetro, tre cucchiaini di liquore con due cucchiaini di zucchero e una scorzetta di limone, fino a che lo zucchero non sarà completamente sciolto, dopodiché si aggiunge il caffè espresso bollente, tenendo il bicchierino leggermente inclinato in modo da evitare che i due liquidi si mescolino tra loro.
Passaggio molto importante, perché una vera moretta si contraddistingue per i suoi tre tipici strati (partendo dal basso): liquore, caffè e cremina del caffè.
In mancanza di una macchina da espresso può essere preparata anche con il caffè della moka e scaldando sui fornelli gli altri ingredienti.

## Storia
Secondo la tradizione la moretta ebbe origine tra i marinai e pescatori del porto di Fano, che prendevano bevande corrette e molto calde per scaldarsi e rinvigorirsi prima di "andare in mare". In tempi passati la povertà portava a evitare gli sprechi, perciò i rimasugli di liquori avanzati venivano raccolti insieme; da questi nacque in seguito la "moretta".
La reale origine è incerta, la bevanda potrebbe provenire anche dal centro storico, dove gli spazzini la bevevano al mattino presto, sempre per rinvigorirsi prima di iniziare il lavoro. Il primo riferimento documentato alla moretta è una pubblicità su un settimanale locale del 1908, nella quale il Caffè Cavour di Giuseppe Armanni la propone a 10 centesimi di lire.
Nel 2006 la moretta è stata inserita ufficialmente come cocktail nell'elenco dell'A.I.B.E.S. (Associazione Italiana Barman e Sostenitori). Nel 2011 è stata inserita nell'elenco regionale dei prodotti agroalimentari tradizionali delle Marche.